# Heide Volm Biergarten

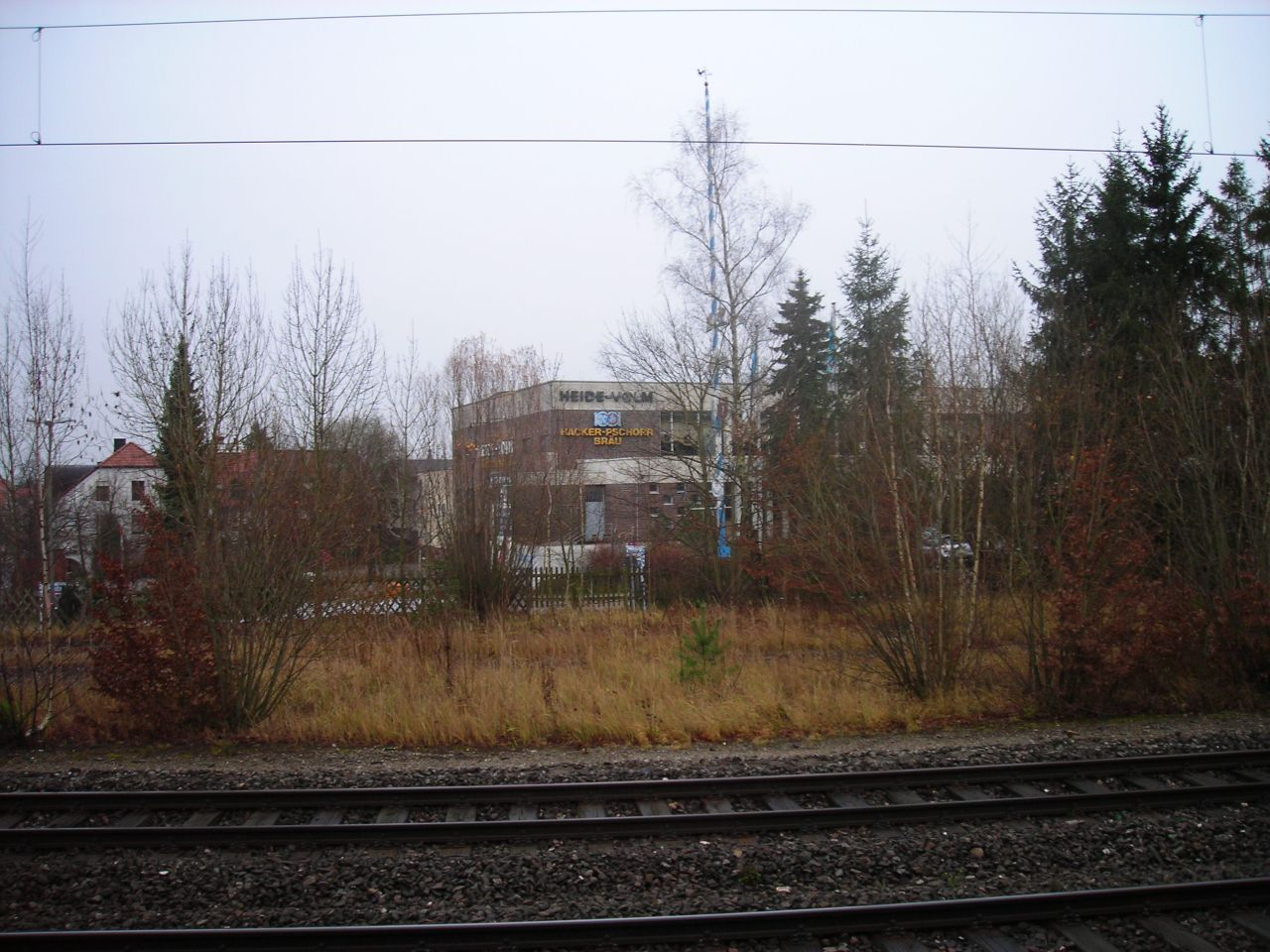
Az egykori Heide Volm a planeggi S-bahn állomás peronjáról fotózva

A Heide Volm Biergarten egy söröző és sörkert volt Münchentől nem messze, Planegg déli részén a Müncheni S-Bahn planeggi megállója közelében.

## Története
1854-ben – II. Miksa bajor király kifejezi azt a kívánságát, hogy a München és Garmisch-Partenkirchen között található Maria Eich zarándokhely és az újonnan megnyitott Planegg vasútállomás közelében épüljön egy fogadó.
Az ingatlan először 1859-ben jelent meg a kataszteri térképen.
1867-ben az új fogadó "Blaues Haus" néven válik ismertté 1867-ben, és egy különteremmel bővül.
1889-ben Wilhelm Volm megvásárolja az egész birtokot. Az egykor csendes fogadóba minden hétvégén zarándokok jártak, és a "Volm", amely a megnövekedett igényeknek megfelelően megnőtt, széles körben ismertté válik
A második világháború befejezése után újjáépítették, majd éveken át fejlődve érte el végső formáját. A sörkert és a különteremben is 1000 férőhelyessé bővült.
A második világháború vége után az 1000 fős Festhalle és a hozzá tartozó kisebb termek prominens személyek találkozóhelye: gyakorlatilag a szabadállam teljes politikai elitje kampányolt itt, vagy keveredett a választókkal a törzsasztalnál: Horst Seehofer, Markus Söder, Bruno Merk, Theo Waigel, Thomas Goppel, Klaus Kinkel, Christian Ude, parlamenti képviselők és főtitkárok; sok nemzeti karrier indult a Heide-ben. München egykori polgármestere többször is különleges hírnévre tett szert, például az évente megrendezett Orchidea Napokon, ahol mindig egy új fajtát mutattak be a nemzetközi sajtó jelenlétében: például a "Phalaenopsis Christian Ude" nevű csodálatos hibridet.
2020-ban jelentette be az üzemeltető Heide család, hogy az étterem végleg bezár.
A lépés oka a gasztronómiára vonatkozó koronavírus korlátozások: "Sokáig reméltük, hogy nem kell megtennünk ezt a lépést. A jelenleg is tartó járvány, a második zárlat időtartama, valamint az ismét növekvő incidensek és az ezzel járó kilátástalanság a korai nyitással kapcsolatban, különösen a gazdaságilag észszerű feltételek mellett, azonban nem hagy más választást a vállalatunknak" – mondja a Heide bérbeadó család.
A Heide Volm már nem létezik, 2021 tavaszán lebontották. Az üres telket a helyi önkormányzat szeretné megvásárolni, hogy egy átfogó állomásfejlesztés és ingatlanfejlesztés keretében lakásokkal építse be.